# Pterolophia albohumeralis
Pterolophia albohumeralis är en skalbaggsart som beskrevs av Stefan von Breuning 1961. Pterolophia albohumeralis ingår i släktet Pterolophia och familjen långhorningar.
Artens utbredningsområde är Filippinerna. Inga underarter finns listade i Catalogue of Life.